# Futebol do Piauí
O futebol foi introduzido no Piauí por volta de 1905, através de ingleses, em Parnaíba. Contudo, o primeiro campeonato disputado em território piauiense somente foi realizado em 1916, sob organização da Liga de Futebol da Parnaíba. O profissionalismo do esporte ocorreu em 1963, quando Caiçara e Piauí jogaram pela partida inaugural do campeonato estadual, que ficou marcado como o primeiro torneio da era profissional. Por outro lado, o auge do futebol no estado aconteceu durante a década de 1970. Na ocasião, alguns fatores como investimento público e contratações de jogadores famosos colaboraram para atrair o público ao recém construído estádio Governador Alberto Tavares Silva.
A Federação de Futebol do Piauí, entidade que rege o esporte no estado, foi fundada em 25 de novembro de 1941. Esta é a responsável pela organização do Campeonato Piauiense e de outras competições. River-PI e Flamengo-PI, representantes da capital Teresina, são os maiores vencedores da principal competição estadual, seguidos pelo Parnahyba, da cidade de Parnaíba, o maior vencedor do interior e o primeiro campeão do Piauí.

## História
Estima-se que o futebol tenha sido introduzido no Piauí por volta de 1905, através de ingleses, em Parnaíba. No dia 27 de julho de 1906, surgiu o Theresinense Foot-Ball Club, primeiro clube futebolístico do estado. O Parnahyba, por sua vez, fundado em 1913, detém o posto de agremiação mais antiga ainda em atividade.
O primeiro campeonato foi realizado no estado aconteceu na cidade da Parnaíba em 1916, o qual foi resultado organizado pela Liga de Futebol local. O profissionalismo do esporte, no entanto, somente foi implementado em 1963, quando, no dia 7 de julho, Caiçara e Piauí fizeram o jogo de abertura do Campeonato Piauiense, oficialmente a primeira competição de futebol profissional do estado. Naquele mesmo ano, o River se tornou o primeiro representante piauiense em uma competição nacional, a Taça Brasil.
Na década seguinte, o futebol piauiense viveu seu período de auge, com a construção do estádio Alberto Tavares Silva, o investimento público e as contratações de jogadores famosos. Apesar disso, o futebol do Piauí sofreu uma decadência nas últimas décadas que persiste até os dias atuais. O jornalista Carlos Said atribui esse declínio ao profissionalismo, que proporcionou a desorganização dos dirigentes, a perda do patrimônio dos clubes, o endividamento e o desaparecimento dos ídolos. Já o escritor Severino Filho mencionou o surgimento de outras formas de lazer na capital Teresina.

## Organizações
As primeiras entidades que surgiram no Piauí foram as ligas dos municípios de Teresina e Parnaíba, as quais ficaram responsáveis pelas realizações de competições locais. Contudo, o decreto nacional nº 3199/1941 do governo Getúlio Vargas determinou que as sedes dos desportos deveriam estar localizadas nas capitais. Por conseguinte, as ligas locais foram substituídas pela Federação de Futebol do Piauí, a entidade máxima que rege o esporte no estado. Esta, por sua vez, foi fundada em 25 de novembro de 1941 com o nome de Federação Piauiense de Futebol. Sua denominação foi alterada em duas ocasiões: a primeira em decorrência da implantação do profissionalismo em 1963. Mais tarde, em 1991, por causa do cinquentenário.

## Competições
O principal campeonato realizado no estado é o Piauiense, que teve início em 1916 e foi profissionalizado em 1963. O ano de 1957, por sua vez, marcou a primeira edição da segunda divisão piauiense, uma competição realizada de forma aleatória, dependendo do interesse e da condição financeira das equipes do estado.
Em 2006, a principal competição foi transferida para o segundo semestre e a temporada foi inaugurada pela Copa Piauí, uma competição eventualmente organizada que teve o River como o primeiro campeão.

## Estrutura

### Lista de estádios

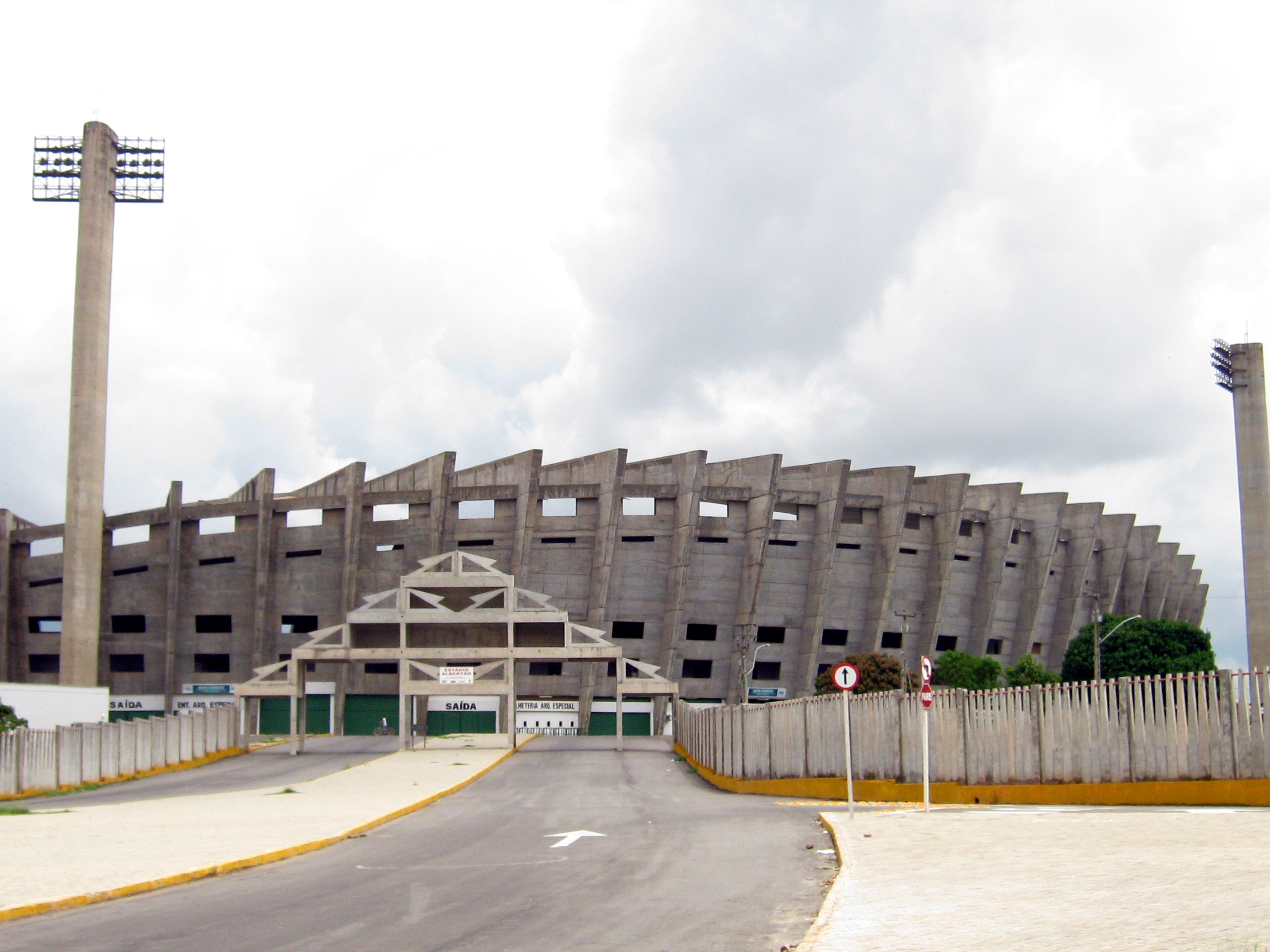
Fachada do Alberto Tavares Silva, o principal estádio do Piauí

Os principais sítios futebolísticos do Piauí estão localizados na capital Teresina. O título de maior estádio fica com o Governador Alberto Tavares Silva, conhecido popularmente por Albertão. Inaugurado em agosto de 1973, o sítio possui uma capacidade total que supera a marca de cinquenta mil pessoas, contudo, esse número foi sendo limitado ao longo dos anos em decorrência da deterioração estrutural. Mesmo assim, o local recebeu mais de quarenta mil pessoas na última partida da Série D de 2015, que consagrou a conquista do Botafogo-SP.
De acordo com o Cadastro Nacional de Estádios de Futebol da Confederação Brasileira de Futebol, o Piauí possui onze estádios em condições de receber jogos, somente um com capacidade acima de dez mil pessoas.
| Estádio                          | Nome popular   | Localidade   | Capacidade | Ref.  |
| -------------------------------- | -------------- | ------------ | ---------- | ----- |
| Deusdeth de Melo                 | —              | Campo Maior  | 4.000      | [ 9 ] |
| Dirceu Arcoverde                 | Verdinho       | Parnaíba     | 4.328      | [ 9 ] |
| Gérson Campos                    | —              | Oeiras       | 4.000      | [ 9 ] |
| Governador Alberto Tavares Silva | Albertão       | Teresina     | 52.296     | [ 9 ] |
| Helvídio Nunes                   | —              | Picos        | 5.000      | [ 9 ] |
| Juca Fortes                      | —              | Barras       | 4.870      | [ 9 ] |
| Lindolfo Monteiro                | Lindolfinho    | Teresina     | 5.144      | [ 9 ] |
| Manoel Freitas Soares            | Duduzão        | Luís Correia | 3.000      | [ 9 ] |
| Mão Santa                        | Piscinão       | Parnaíba     | 4.146      | [ 9 ] |
| Tibério Nunes                    | Tiberão        | Floriano     | 5.398      | [ 9 ] |
| Ytacoatiara                      | Arena Colorada | Piripiri     | 5.830      | [ 9 ] |